# 서정리 (1617년)
서정리(徐正履, 1617년 ~ 1678년)는 조선의 문신이다. 본관은 대구, 자는 여수(汝守)이다. 서정리의 증조할아버지는 의정부영의정에 추증된 서해(徐嶰), 증조할머니는 이고(李股)의 딸 고성 이씨(固城李氏), 할아버지는 약봉 서성(徐渻), 할머니는 송녕(宋寧)의 딸 여산 송씨(礪山宋氏), 아버지는 정신옹주(貞愼翁主)의 배우자 달성위(達城尉) 서경주(徐景霌)이고, 첫째 부인은 김남중(金南重)의 딸 경주 김씨(慶州金氏)이며, 둘째 부인은 남호학(南好學)의 딸인 의령 남씨(宜寧南氏)이다.

## 생애
서정리는 어려서 이순남(李順男)에게 배웠다. 1636년(인조 14년)에는 병자호란 때 그의 부친 서경주는 종친‧의빈들과 함께 강화도로 피난을 갔다. 그는 식구들을 모시고 강화도로 가려 하였으나 강화도는 이미 함락되었고, 들어갈 길이 막혀버리자, 그는 배를 샀다. 서정리는 식구들을 성실하게 돌보았다.
1648년(인조 26년)에는 식년시 생원 3등 54위로 합격하였으며, 익위사세마(翊衛司洗馬 - 정9품), 전시직부수(轉侍直副率), 귀후서별제(歸厚署別提), 사헌부감찰(司憲府監察 - 정6품), 사복시주부(司僕寺主簿 - 종6품), 위수(衛率 - 종6품), 형조좌랑(刑曹佐郞 - 정6품)과 사복시판관(司僕寺判官 - 종5품) 관직을 지냈다.
1655년(효종 6년)에 공조좌랑(工曹佐郞 - 정6품), 형조정랑(刑曹正郞 - 정5품), 사재감첨정(司宰監僉正 - 종4품)과 한산군수(韓山郡守) 등을 역임하였다. 1661년(현종 2년)에는 호조정랑(戶曹正郞 - 정5품), 평시서령(平市署令)과 순안현령(順安縣令 - 종5품)을 지냈으며, 4번에 걸쳐 청나라 사신을 다녀왔다. 후에 금구현령(金溝縣令 - 종5품), 좌수운판관(左水運判官)과 삼척부사(三陟府使)를 지냈다.

## 가족 관계
- 고조할아버지: 서고(徐固)
  - 증조할아버지: 서해(徐嶰)
    - 할아버지: 서성(徐渻)
      - 아버지: 서경주(徐景霌)
      - 어머니: 정신옹주(貞愼翁主)
        - 형: 서정리(徐貞履)
        - 동생: 서진리(徐晉履)

      - 부인: 김남중의 딸
        - 아들: 서문재(徐文在)

      - 부인: 남호학의 딸
        - 아들: 서문좌(徐文佐)
        - 아들: 서문우(徐文佑)
        - 아들: 서문약(徐文若)